# Полевицевые
Полевицевые (лат. Agrostidinae) — подтриба трибы Мятликовые (Poeae) семейства Злаки или Мятликовые (Poaceae).
Ранее одноимённая подтриба (Agrostidinae Griseb.), но в другом составе, включалась в трибу Овсовые (Aveneae Dum.), ныне расформированную. В современном понимании Овсовые рассматриваются в качестве подтрибы Aveninae J.Presl, относимой к той же трибе, что и Полевицевые.
Синонимы:
- Agrostidea Kunth
- Agrostidea Trin.
- Agrostidinae Griseb.
- Aristaveninae F.Albers & Butzin
- Calamagrostidinae Lindl.
- Coleanthinae Link
- Coleanthinae Rchb.
- Coleanthinae Rchb.
- Deschampsinae Holub
- Ventenatinae Holub
- Ventenatinae Holub ex Tzvelev
- Vilfinae Steud.

## Классификация
Подтриба Мятликовые, согласно данным GRIN, включает следующие роды:
- Agrostis L. typus — Полевица
- Ammophila Host — Песколюбка
- Aniselytron Merr.
- Calamagrostis Adans. — Вейник
- Chaetopogon Janch.
- Cyathopus Stapf
- Dichelachne Endl.
- Echinopogon P.Beauv.
- Gastridium P.Beauv. — Пузатик
- Hypseochloa C.E.Hubb.
- Pentapogon R.Br.
- Polypogon Desf. — Многобородник
- Simplicia Kirk
- Triplachne Link